# Rita de Cássia dos Anjos
Rita de Cássia dos Anjos (Olimpia, 8 de outubro de 1983) é uma astrofísica brasileira, professora da Universidade Federal do Paraná (UFPR) e vencedora do Prêmio L’Oréal-Unesco-ABC Para Mulheres na Ciência na categoria Ciências Físicas em 2020.

## Vida
Caçula de oito irmãos, Rita nasceu no interior de São Paulo, em uma família pobre. Com o incentivo da mãe, técnica em enfermagem, e de uma irmã que pagou o curso preparatório vestibular, Rita ingressou na Universidade Estadual Paulista, cursando física biológica no campus de São José do Rio Preto. Em sua turma de graduação, era a única aluna negra . Deu continuidade a seus estudos de pós-graduação na Universidade de São Paulo (USP), onde concluiu seu mestrado e doutorado em Física, no Instituto de Física de São Carlos.

## Realizações
Desde 2014, é professora do Departamento de Engenharia e Exatas da Universidade Federal do Paraná, no campus Palotina. Na UFPR, coordena o projeto Física em Braile, que busca aprimorar o ensino e a aprendizagem de ciências exatas para deficientes visuais. Também participa do projeto Rocket Girls: Meninas na Astronomia e na Astronáutica, com o suporte do Conselho Nacional de Desenvolvimento Científico e Tecnológico.
Rita é uma das principais cientistas brasileiras ligadas ao estudo de starbursts – nome dado a galáxias com taxa elevada de formação de estrelas, alta luminosidade e fortes ventos. É membro do Observatório de Raios Cósmicos Pierre Auger, na Argentina, desde 2014, e do Observatório Cherenkov Telescope Array, desde 2015, ambos referências mundiais no estudo de raios cósmicos.
Em 2020, foi uma das sete pesquisadoras em todo o Brasil a receber o prêmio Programa Para Mulheres na Ciência 2020, promovido pela L’Oréal Brasil, Unesco Brasil e Academia Brasileira de Ciências (ABC), recebendo uma bolsa-auxílio no valor de R$ 50 mil para aplicar em sua pesquisa.
É membro filiado da Academia Brasileira de Ciências desde 01 de janeiro de 2021.